# Shin Yeon-ho
Shin Yeon-ho ((신연호?, 申連浩?); 8 maggio 1964) è un ex calciatore sudcoreano, di ruolo attaccante.